# Kléber de Carvalho Correia
Kléber de Carvalho Corrêa (São Paulo, 1 de abril de 1980) é um ex-futebolista brasileiro que atuava como lateral-esquerdo.

## Carreira

### Início no Corinthians
Kléber nasceu na capital de São Paulo e foi criado no bairro de Itaquera, zona leste da mesma cidade. Começou a jogar futebol em peladas na rua e na escola nos tempos de infância. Como sempre se destacou, passou a integrar o time de futsal infantil da Sociedade Esportiva Elite Itaquerense (clube pertencente ao bairro). Começou atuando nas categorias de base do Corinthians e participou da conquista da Copa São Paulo de Juniores, título máximo na categoria em termos nacionais.
Teve algumas oportunidades na equipe principal com o técnico Vanderlei Luxemburgo em 1998, dando início a sua carreira profissional. O jogador traçou um percurso vitorioso no Timão e participou de diversos títulos, dentre eles dois Campeonatos Brasileiros (1998 e 1999), um Mundial de Clubes da FIFA (2000), uma Copa do Brasil (2002) e três Campeonatos Paulistas (1999, 2001 e 2003).

### Hannover e Basel
Transferiu-se para o futebol europeu em agosto de 2003, sendo emprestado ao Hannover 96, da Alemanha, por 400 mil euros. No entanto, como não conseguiu se firmar na equipe, não teve a opção de compra exercida ao final do empréstimo.
Em seguida passou pelo Basel, clube no qual conquistou a Superliga Suíça na temporada 2004–05.

### Santos
O jogador regressou às terras tupiniquins em 2005, numa transferência para outro alvinegro, desta vez, praiano: o Santos. Atuando pelo time da baixada paulista, mostrou um futebol mais maduro em relação à sua última passagem pelo futebol brasileiro, porém com o mesmo brilhantismo que o consagrou no arquirrival Corinthians, tendo inclusive conquistado o Campeonato Paulista de 2006. Nesse mesmo ano teve uma indicação como um dos três melhores laterais-esquerdos do Campeonato Brasileiro pela CBF, e conquistou também uma Bola de Prata da revista Placar.
O jogador viveu uma boa temporada pelo Peixe em 2007, disputando 53 partidas, marcando cinco gols e conquistando o Campeonato Paulista, além de figurar novamente na Bola de Prata dos melhores do Brasileirão.

### Internacional
Em janeiro de 2009, com a volta de Leo ao elenco santista, ele foi vendido para o grupo Sondas e repassado para o Internacional. O jogador teve uma passagem vitoriosa pelo Colorado, conquistando o Campeonato Gaúcho de 2009, a Copa Suruga Bank de 2009, a Copa Libertadores de 2010 e a Recopa Sul-Americana de 2011 (onde marcou o gol do título), além da Bola de Prata de 2009.
Apesar dos rumores de que estaria fechando seu ciclo no Internacional, principalmente depois de ter realizado uma temporada aquém do esperado, Kléber renovou com o Colorado em dezembro de 2010, assinando um novo vínculo por mais um ano.
Em maio de 2012, após sofrer uma lesão que o fez parar por um mês, Kléber perdeu a vaga no time para o jovem Fabrício, reserva imediato da lateral-esquerda. O jogador voltou a se contundir em novembro, fazendo com que novamente Fabrício assumisse a vaga. Um mês depois, no entanto, teve o seu contrato renovado até o final do ano seguinte.
Kléber voltou a atuar pelo Inter no dia 15 de maio de 2013, contra o Santa Cruz, pela Copa do Brasil. Na mesma partida, Fabrício havia sido expulso de forma infantil e o volante Fred teve de jogar improvisado na função, mas Kléber entrou durante o segundo tempo e teve boa atuação. Após a vitória por 2 a 0, rumores indicaram que ele poderia voltar a assumir a titularidade da posição.
Em 7 de dezembro de 2013, Kléber encerrou seu ciclo no Internacional. O lateral-esquerdo utilizou uma rede social para agradecer os cinco anos em que atuou pelo clube.
| “ | Quero agradecer ao Inter por esses anos que tive de muitas alegrias, carinho, respeito e pelas amizades que fiz ao longo destes anos. Pois hoje foi meu último dia como atleta do clube. Me sinto honrado de ter feito parte desta história e deste clube vitorioso. Obrigado a todos os torcedores pelo apoio e que todos fiquem em paz e toda sorte pra todos. | ” |

### Figueirense
Foi anunciado como reforço do Figueirense em maio de 2014, mas acabou rescindindo o contrato em agosto. Logo em seguida, anunciou sua aposentadoria.

## Seleção Nacional
Esteve em algumas convocações da Seleção Brasileira comandada por Luiz Felipe Scolari, Carlos Alberto Parreira e, posteriormente, Dunga e Mano Menezes. Sob o comando deste, o lateral conquistou a Copa América de 2007 e a Copa das Confederações FIFA de 2009.
Apesar de ter sido chamado diversas vezes por Dunga nas Eliminatórias, não esteve na lista dos 23 jogadores convocados para a Copa do Mundo FIFA de 2010. No dia 5 de setembro de 2011, Kléber foi novamente convocado, sendo a primeira vez por Mano Menezes, desta vez para disputar o Superclássico das Américas contra a Argentina, onde somente jogadores que atuam no Brasil foram chamados, sendo sua última convocação para a Seleção.

## Estatísticas
Atualizadas até 3 de novembro de 2013
| Equipe        | Temporada | Campeonato nacional | Campeonato nacional | Copa nacional | Copa nacional | Competições continentais | Competições continentais | Campeonato estadual | Campeonato estadual | Total | Total |
| Equipe        | Temporada | Jogos               | Gols                | Jogos         | Gols          | Jogos                    | Gols                     | Jogos               | Gols                | Jogos | Gols  |
| ------------- | --------- | ------------------- | ------------------- | ------------- | ------------- | ------------------------ | ------------------------ | ------------------- | ------------------- | ----- | ----- |
| Internacional | 2009      | 28                  | 2                   | 6             | 0             | 3                        | 1                        | 10                  | 0                   | 47    | 3     |
| Internacional | 2010      | 30                  | 1                   | –             | –             | 15                       | 1                        | 14                  | 3                   | 59    | 5     |
| Internacional | 2011      | 31                  | 2                   | –             | –             | 10                       | 2                        | 12                  | 0                   | 53    | 4     |
| Internacional | 2012      | 14                  | 0                   | –             | –             | 9                        | 0                        | 10                  | 0                   | 33    | 0     |
| Internacional | 2013      | 19                  | 1                   | 6             | 0             | –                        | –                        | –                   | –                   | 25    | 1     |
| Internacional | Total     | 122                 | 6                   | 12            | 0             | 37                       | 4                        | 46                  | 3                   | 217   | 13    |

Em Competições continentais, estão incluídos jogos e gols da Copa Libertadores e Copa Sul-Americana

## Títulos
Corinthians
- Campeonato Brasileiro: 1998 e 1999
- Campeonato Paulista: 1999, 2001 e 2003
- Copa do Mundo de Clubes da FIFA: 2000
- Torneio Rio–São Paulo: 2002
- Copa do Brasil: 2002

Basel
- Superliga Suíça: 2004–05

Santos
- Campeonato Paulista: 2006 e 2007

Internacional
- Campeonato Gaúcho: 2009, 2011, 2012 e 2013
- Copa Suruga Bank: 2009
- Copa Libertadores da América: 2010
- Recopa Sul-Americana: 2011

Seleção Brasileira
- Copa América: 2007
- Copa das Confederações: 2009
- Superclássico das Américas: 2011

### Prêmios individuais
- Seleção da Copa Libertadores da América: 2010
- Bola de Prata da revista Placar: 2006, 2007 e 2009
- Prêmio Craque do Brasileirão - Troféu de Ouro: 2007
- Prêmio Craque do Brasileirão - Troféu de Prata: 2006 e 2010
- Prêmio Craque do Brasileirão - Troféu de Bronze: 2008, 2009 e 2011